# رالف غوردون تومسون
رالف غوردون تومسون (بالإنجليزية: Ralph Gordon Thompson)‏ هو قاضي وضابط ومحامي وسياسي أمريكي، ولد في 1934 في أوكلاهوما سيتي في الولايات المتحدة. انتخب عضو مجلس نواب أوكلاهوما.